# ヴィンディクティヴ (空母)
ヴィンディクティヴ（HMS Vindictive）は、イギリス海軍のホーキンス級重巡洋艦。建造中に航空母艦に改装されて1918年9月に竣工、第一次世界大戦に参加した。
艦中央部に艦橋や煙突が聳えており、実質的には航空巡洋艦 (Aircraft cruiser) と表すべき艦型である。大戦終結後、航空装備を撤去して巡洋艦に戻った。

## 概要

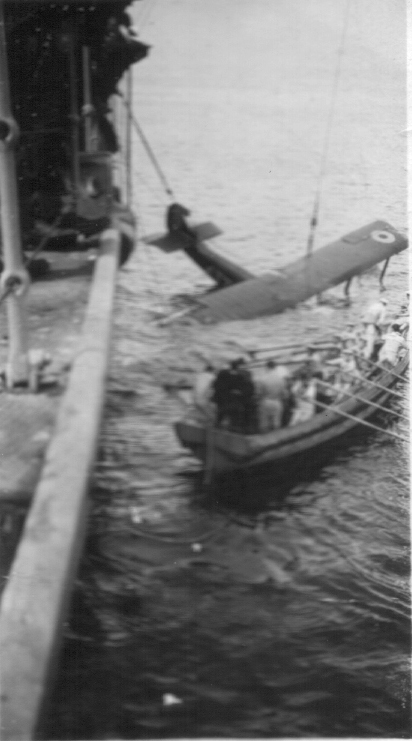
1919年に撮られた水上機を運用している本艦

キャベンディッシュ (Cavendish) 級巡洋艦の一番艦として建造が開始されたが、建造途中に航空母艦へ改装され、改造空母となった。
第一次世界大戦中のオステンド閉塞艦として沈められたアラガント級防護巡洋艦のヴィンティクティヴから艦名を受け継いでいる。
本艦は1918年9月に空母として就役した。カレイジャス級巡洋戦艦 (Courageous-class battlecruiser) を改造した「フューリアス (HMS Furious, 47) 」と共に、黎明期航空母艦の代表例である。
艦前部に滑走用の飛行甲板を、艦後部に着艦用飛行甲板を装備したが、艦中央部には艦橋や煙突がそびえている。「航空母艦」に分類されるが、実態は航空巡洋艦というべき軍艦である。
全通飛行甲板を備えた空母の元祖は、貨客船を改造した軽空母「アーガス (HMS Argus, I49) 」であった。
第一次世界大戦後、ヴィンディクティヴは1923年から25年にかけて通常の巡洋艦に改造された。旧式化したあとも練習艦や工作艦として長く運用され、第二次世界大戦後の1946年に売却された。

## 艦形
全体的にはフューリアスを小型にしたような艦型である。
船体形状は長船首楼型船体で、凌波性のよい鋭角なクリッパー型の艦首から艦首甲板上に主砲の19.1cm速射砲が防盾の付いた単装砲架で1基。その背後に上部構造物を設けて、航空機の発艦施設とした。その背後に司令塔を組み込んだ艦橋を基部として、頂上部に射撃方位盤と測距儀を載せた三脚式の前部マストが立つ。船体中央部に2本
煙突が立つ。その周囲は艦載艇置き場となっており、2本1組のボート・ダビッドが片舷2組ずつ計4組で運用され、舷側甲板上に19.1cm速射砲が片舷1基ずつ配置された。2番煙突背後の後部見張り所から後部は航空機の運用スペースに当てられており、甲板一段分下がった艦尾に19.1cm速射砲が後ろ向きに1基が配置された。53.3cm魚雷発射管は船体に内蔵され、固定発射管で片舷3門ずつ計6門を配置した。
艦の中央部は巡洋艦のままであり、前方に発艦用に100フィート、後方に着艦用に215フィートの飛行甲板と8機の航空機を搭載する格納庫を設けていた。

## 艦歴

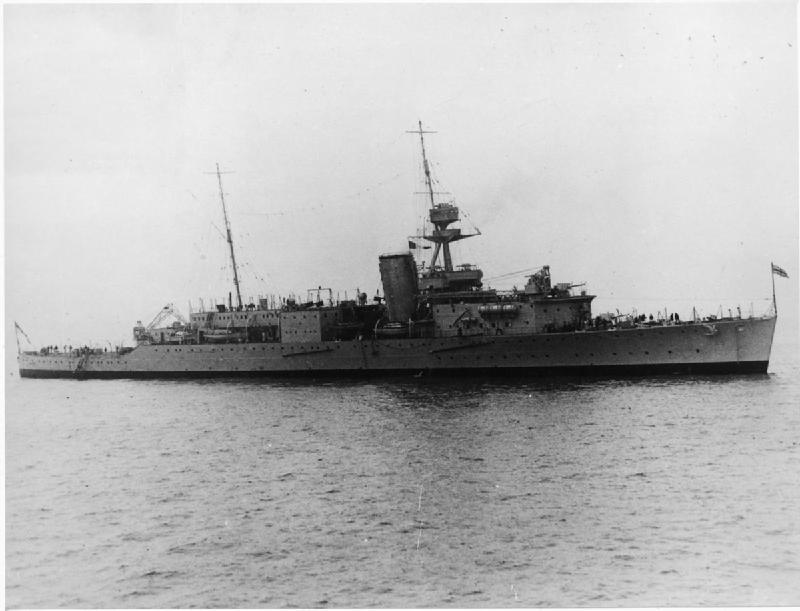
1937年に撮られた練習艦時代の「ヴィンディクティヴ」

1919年7月、ソヴィエト・ロシアの海軍基地があるクロンシュタットの攻略を支援するためバルト海へ進出している。
1924年、重巡洋艦への改装が行われ、19.1cm速射砲6門、10.2cm高角砲3門と武装が強化され後部の運用施設は撤去された。艦の前方にカタパルトによる航空機運用設備が残され、水上機の代わりにカタパルトを有する最初のイギリス巡洋艦となった。このカタパルトは1928年に撤去された。1937年には練習艦とするためにボイラー4基を撤去して速力は24ノットまで低下した他に1本煙突の外観となった。既存の武装はすべて撤去され、代わりに12cm速射砲3門となった。
1939年に工作艦として改装された。1940年5月にはノルウェー攻防戦に軍隊輸送艦として参加した（ナルヴィク攻防戦、アルファベット作戦など）。1942年までは南大西洋で、以後1944年までは地中海でイギリス海軍の活動を支援した。1945年、本国艦隊で予備として保管されたが、ほどなく解体された。